# Крістіан Нвачукву
Крістіан Нвачукву (англ. Christian Nwachukwu, нар. 27 грудня 2005, Абеокута) — нігерійський футболіст, нападник англійського клубу «Шеффілд Юнайтед». Виступав також за клуб «Ботев» (Пловдив). Володар Кубка Болгарії.

## Ігрова кар'єра
Крістіан Нвачукву народився 2005 року в місті Абеокута. Займався в юнацьких командах футбольних клубів «Г12 ФК» та «ФДК Віста». У 2024 році Нвачукву перебрався до болгарського клубу «Ботев» (Пловдив), в якому вже в перший же рік виступів став володарем Кубка Болгарії. З початку 2025 року нігерійський нападник став гравцем англійського клубу «Шеффілд Юнайтед».

## Титули і досягнення
- Володар Кубка Болгарії (1):

«Ботев» (Пловдив): 2023–2024